# Charlotte Nygren
Charlotte Nygren, född 17 november 1981, är en fotbollsspelare från Sverige (försvarare) som spelar i Piteå IF sedan säsongen 2008.